# Takilleitor
(Este mar sabe demasiado) Takilleitor es una película chilena. Fue protagonizada por el cantante Luis Dimas y se estrenó el 21 de febrero de 1998 por Televisión Nacional de Chile.

## Trama
La cinta muestra a un exitoso Dimas junto a su chofer conocido como Takilleitor recorriendo las calles del país. Además de ellos aparecen dos exagentes de la Central Nacional de Informaciones (CNI), quienes persiguen un "papagayo de madera" que contiene un "mensaje político". Junto con una serie de extraños eventos, el cantante aparece constantemente interpretando algunos de los temas que lo hicieron conocido durante la época de la Nueva ola.

## Producción
Calificada por algunos medios como «la peor ficción del cine chileno», Takilleitor demoró seis años en ser producida y filmada por los problemas económicos que retrasaron el rodaje. En una de las escenas emblemáticas de la cinta se vio cómo el «rey del twist» era abducido por extraterrestres en un platillo volador de juguete.
Fue exhibida por primera vez el 25 de octubre de 1996 en el Centro de Extensión de la Universidad Católica de Chile.
En 1995 TVN pagó 15 mil dólares por la película, lo que permitió que se completara su realización. La cinta fue emitida por la misma señal en febrero de 1998 y alcanzó 9 puntos de índice de audiencia, siendo esta la única vez que se pudo ver en televisión abierta.
Presente en unas pocas copias en VHS, el filme se transformó en una verdadera película de culto debido a su confuso argumento, poca difusión y mala recepción de la crítica. En 2014 fue subida de manera íntegra a Youtube tras ser compartida por uno de sus creadores.
El guionista Felipe Vilches afirmó que el rol protagónico le fue entregado a Dimas —quien a principios de los años 1990 pasaba por un período de decadencia artística— como una reivindicación de su figura como el «Elvis chileno».

## Reparto
- Luis Dimas como Él mismo.
- Rodrigo Vidal como Takilleitor.
- Shlomit Baytelman como Slomy.
- Sergio Hernández como José María.
- Patricia Rivadeneira como Fan de Luis Dimas 1.
- Elvira López como Fan de Luis Dimas 2.
- Alejandra Fosalba como Fan de Luis Dimas 3.
- Andrea Lamarca como Ana María.
- Luly Streeter como Matilde.
- Carolina Gallegos como Rubia.
- Pablo Striano como Locutor.
- Valeria Chignoli como Alumna de canto.
- Mauricio Aravena como Parquímetro 1
- Cristian Droguett como Parquímetro 2.
- Melanie Jösch como Bailarina.
- Francisco Chat como Mendigo.
- Ingrid Isensee como Fan de la piscina.